# Aleksandr Jaszyn
Aleksandr Jakowlewicz Jaszyn, właśc. Popow (ros. Александр Яковлевич Яшин (Попов), ur. 14 marca?/27 marca 1913 w Błudnowie w guberni wołogodzkiej, zm. 11 lipca 1968 w Moskwie) – rosyjski poeta.
W 1931 ukończył technikum pedagogiczne w Nikolsku i został wiejskim nauczycielem, jednocześnie dużo czytał i pisał wiersze, pracował w gazetach w Wołogdzie i Archangielsku, w 1928 zaczął publikować. Od 1935 mieszkał w Moskwie, w 1941 ukończył Instytut Literacki im. Gorkiego i został przyjęty do WKP(b), po ataku Niemiec na ZSRR zgłosił się na front jako korespondent wojenny oraz pracownik polityczny w armii. Brał udział w obronie Leningradu i Stalingradu oraz w wyzwalaniu Krymu, po wojnie brał udział w budowie hydrowęzłów na północy kraju i w Republice Ałtaju. Pisał i publikował utwory liryczne, m.in. zbiory Piesni Siewieru (1934), Siewierianka (1938), poemat Alona Fomina (1949), wiersze o tematyce wojennej i opowiadania o tematyce wiejskiej, m.in. Wołogodskaja swad'ba. Za utwór Alona Fomina otrzymał w 1950 Nagrodę Stalinowską w dziedzinie literatury. Był odznaczony Orderem Czerwonej Gwiazdy i medalami.